# Serra da Estrela (bergketen)
De Serra da Estrela (letterlijk: Ster-gebergte) is de grootste bergketen, tevens een natuurpark (Parque natural da Serra da Estrela), op het vasteland van Portugal. Het is het westelijkste deel van het Castiliaans Scheidingsgebergte.
De hoogste piek, de berg Torre, meet 1993 m en is daarmee de hoogste berg op het Portugese vasteland. Een gemetselde zuil van zeven meter hoog brengt het hoogste punt op 2000 m. De rivieren Alva, Zêzere en Mondego ontspringen in de Serra da Estrela. De grootste plaats in de keten is Covilhã.
De bergachtige streek is behalve om het natuurschoon bekend om zijn schapenkaas Queijo da Serra en het hondenras Cão da Serra da Estrela.

Serra da Estrela
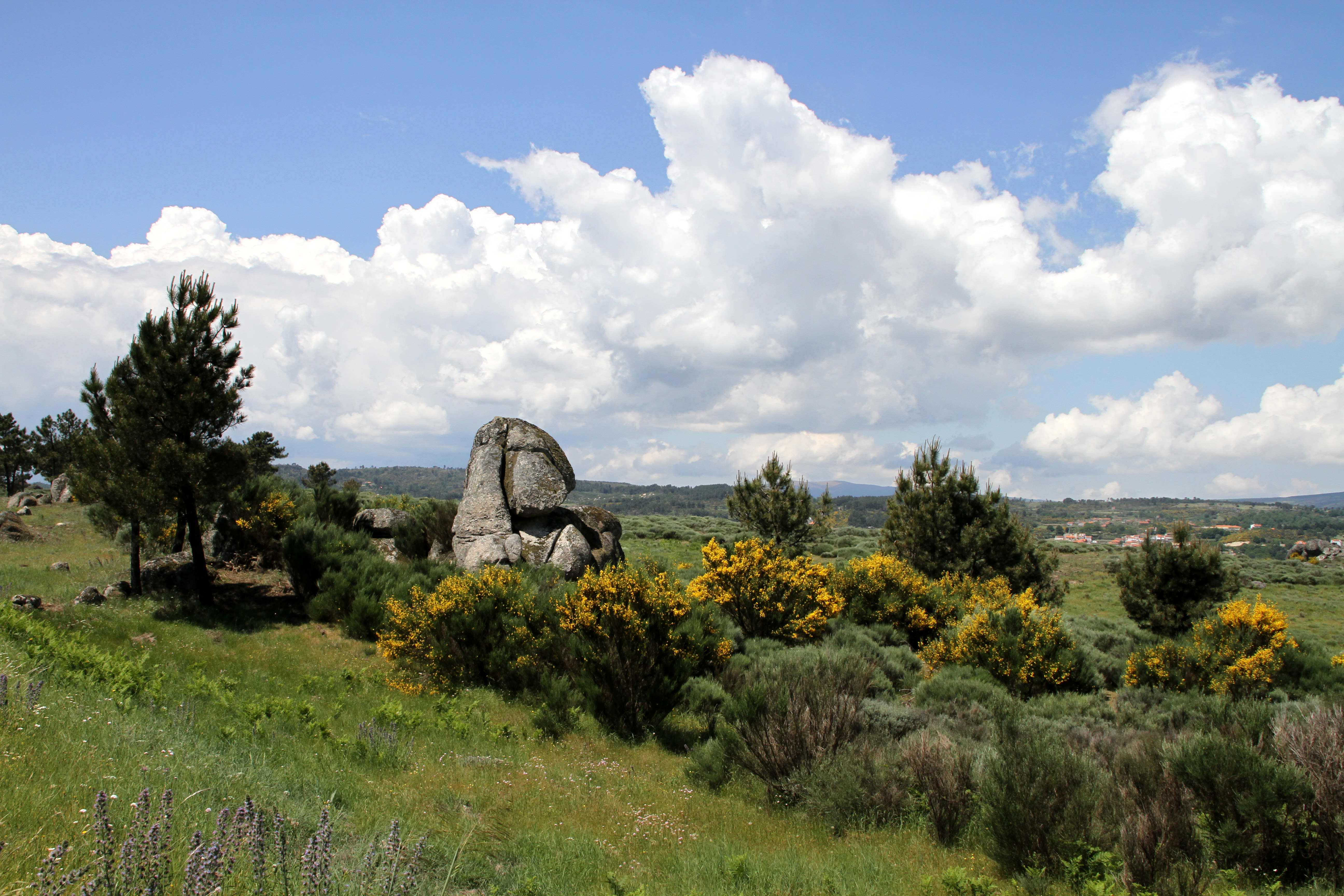
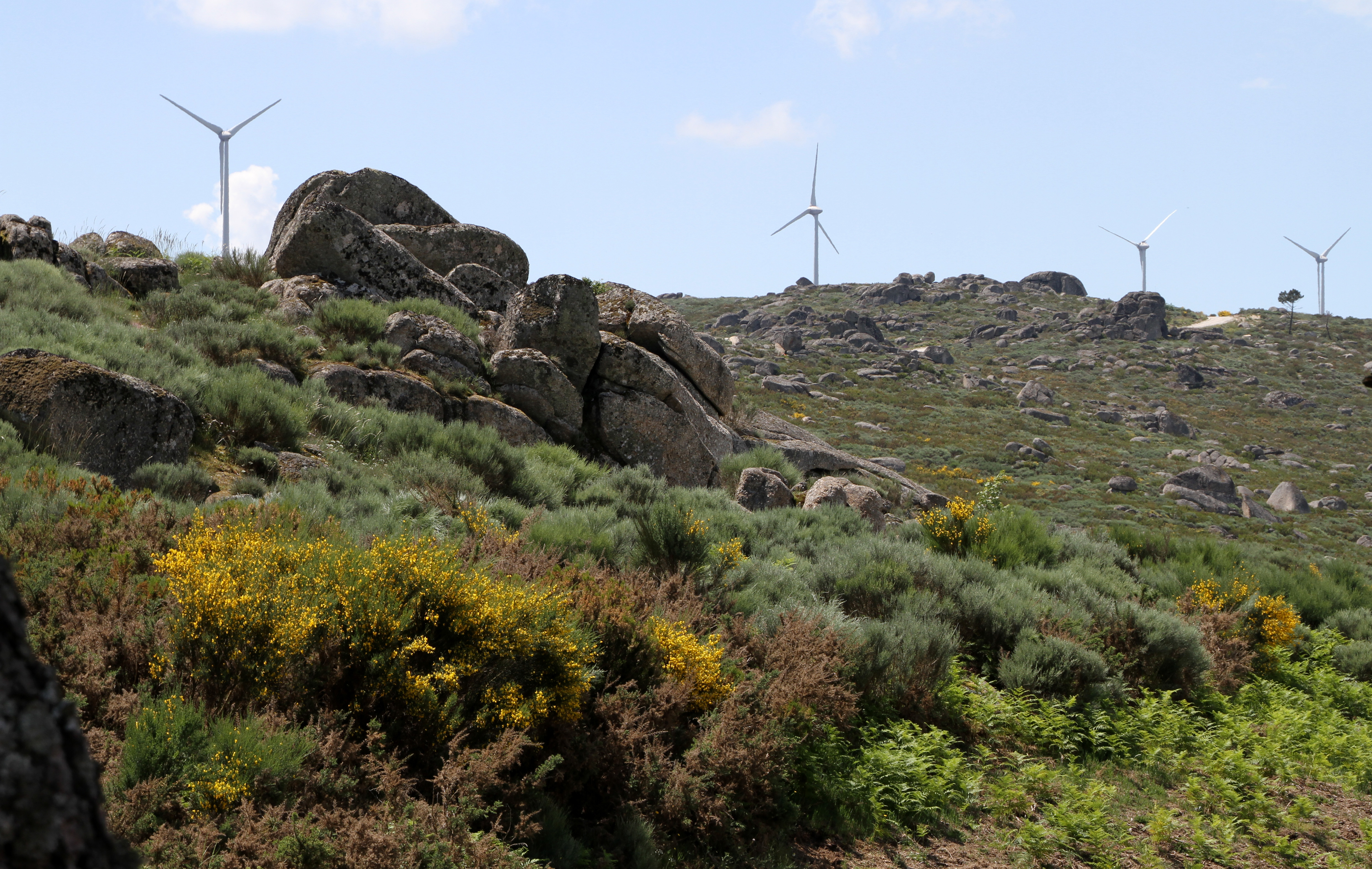
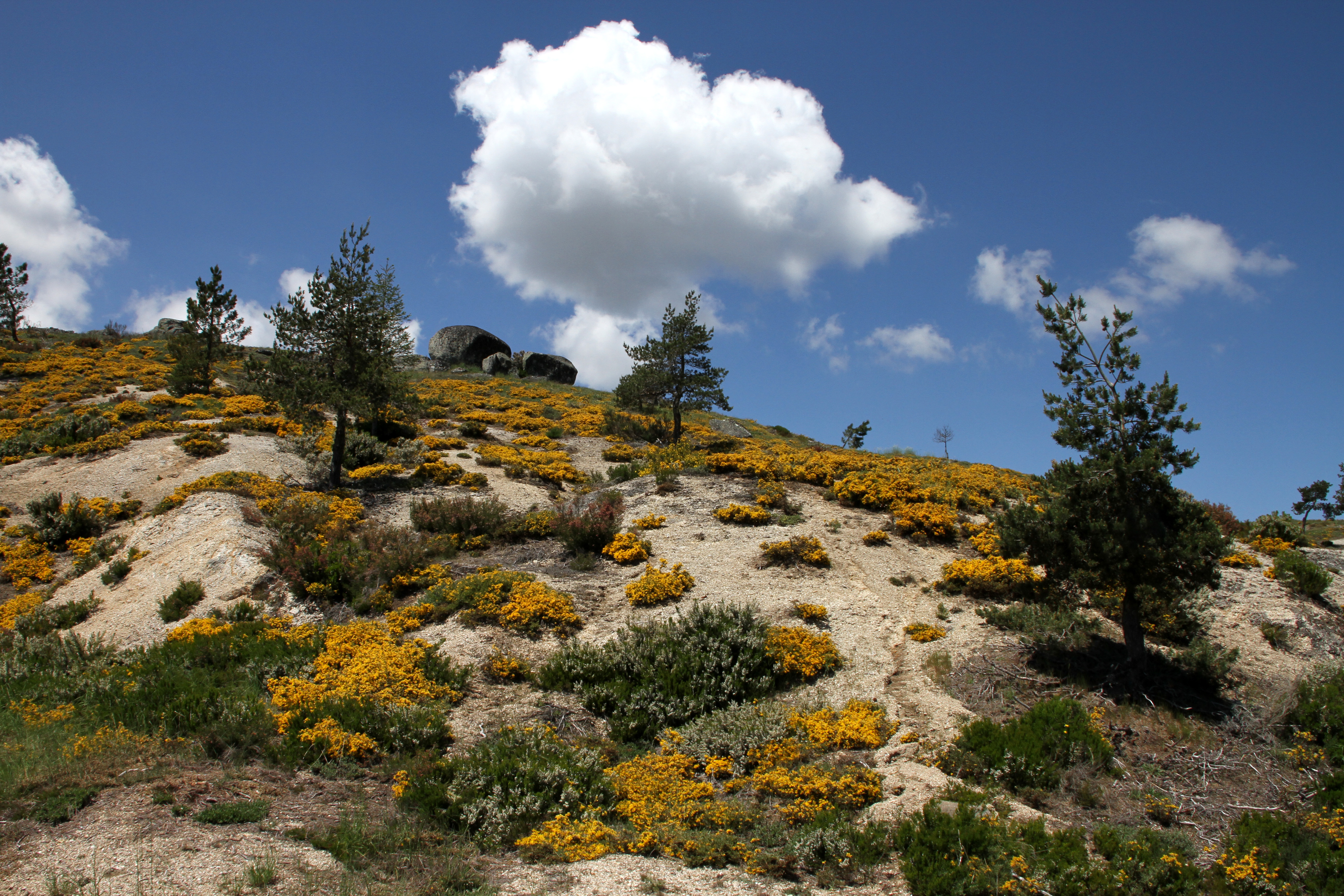
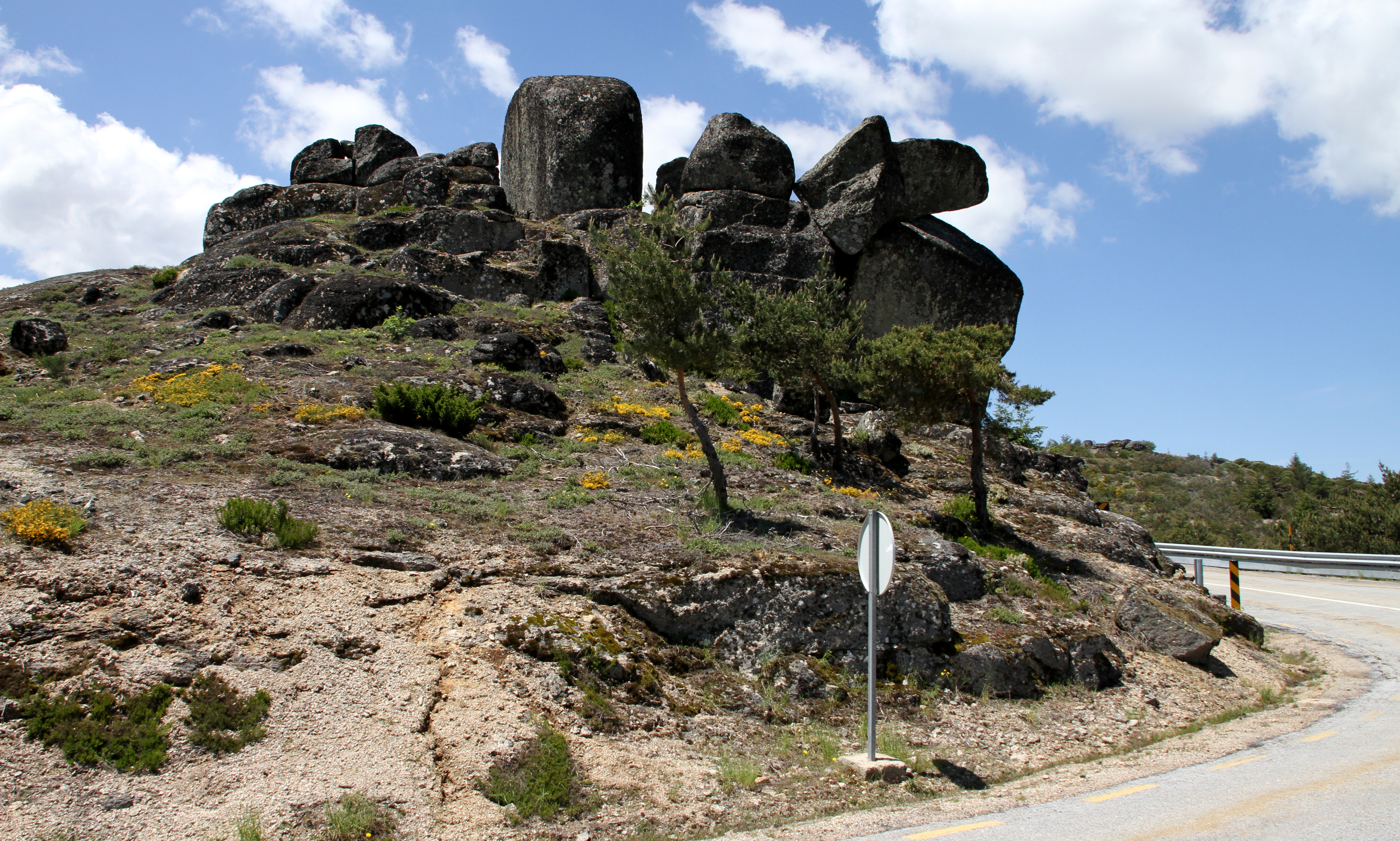
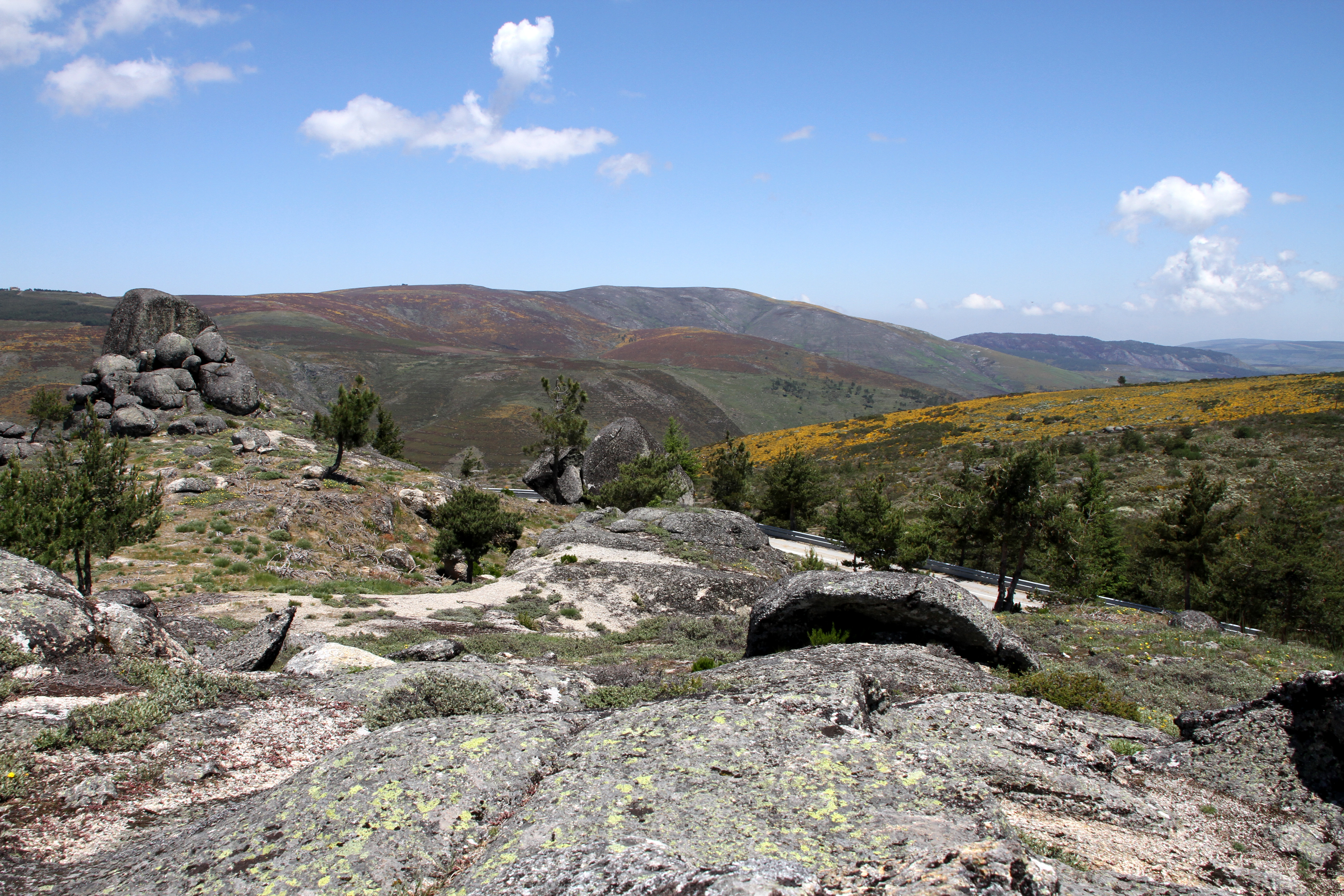
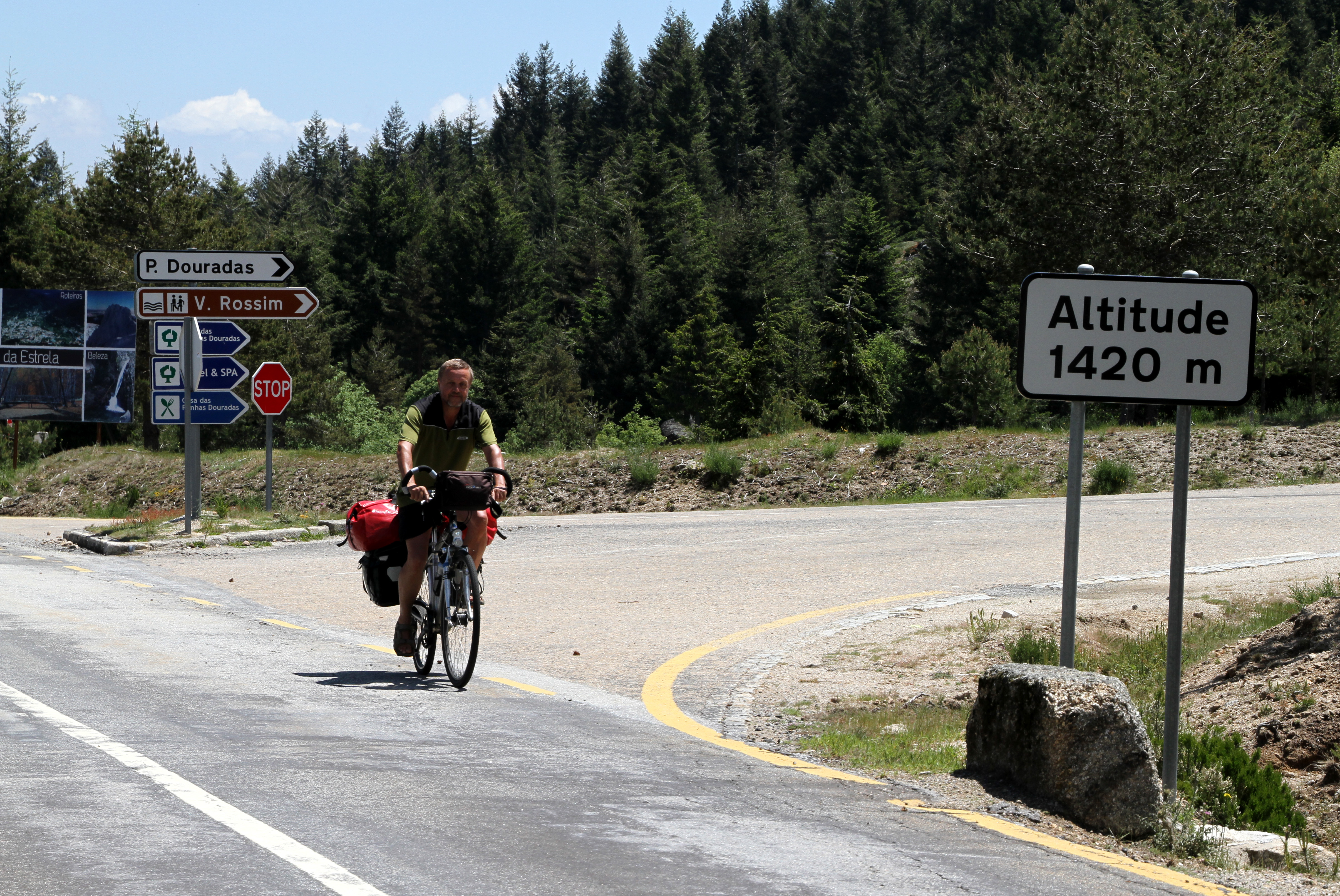
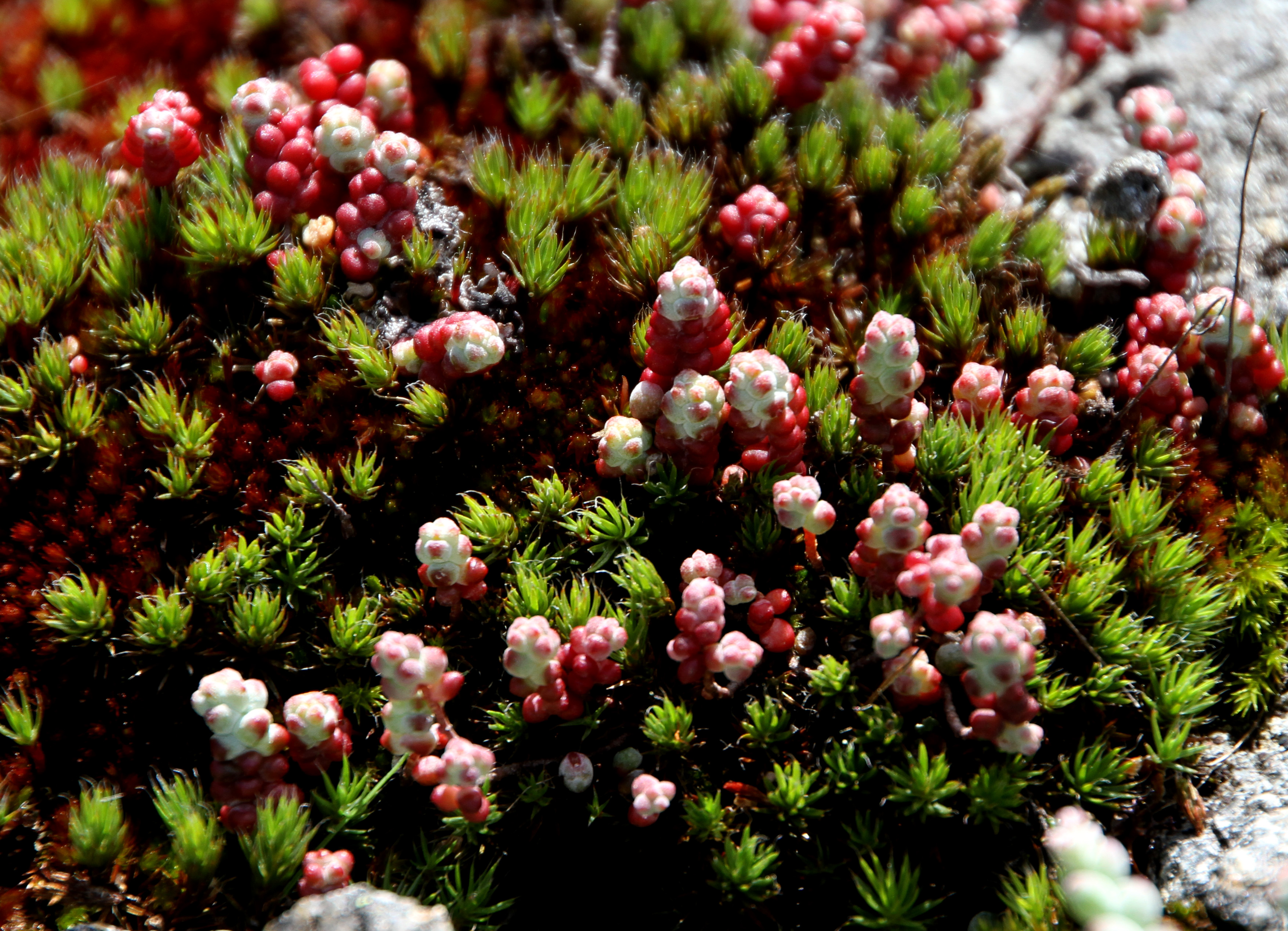
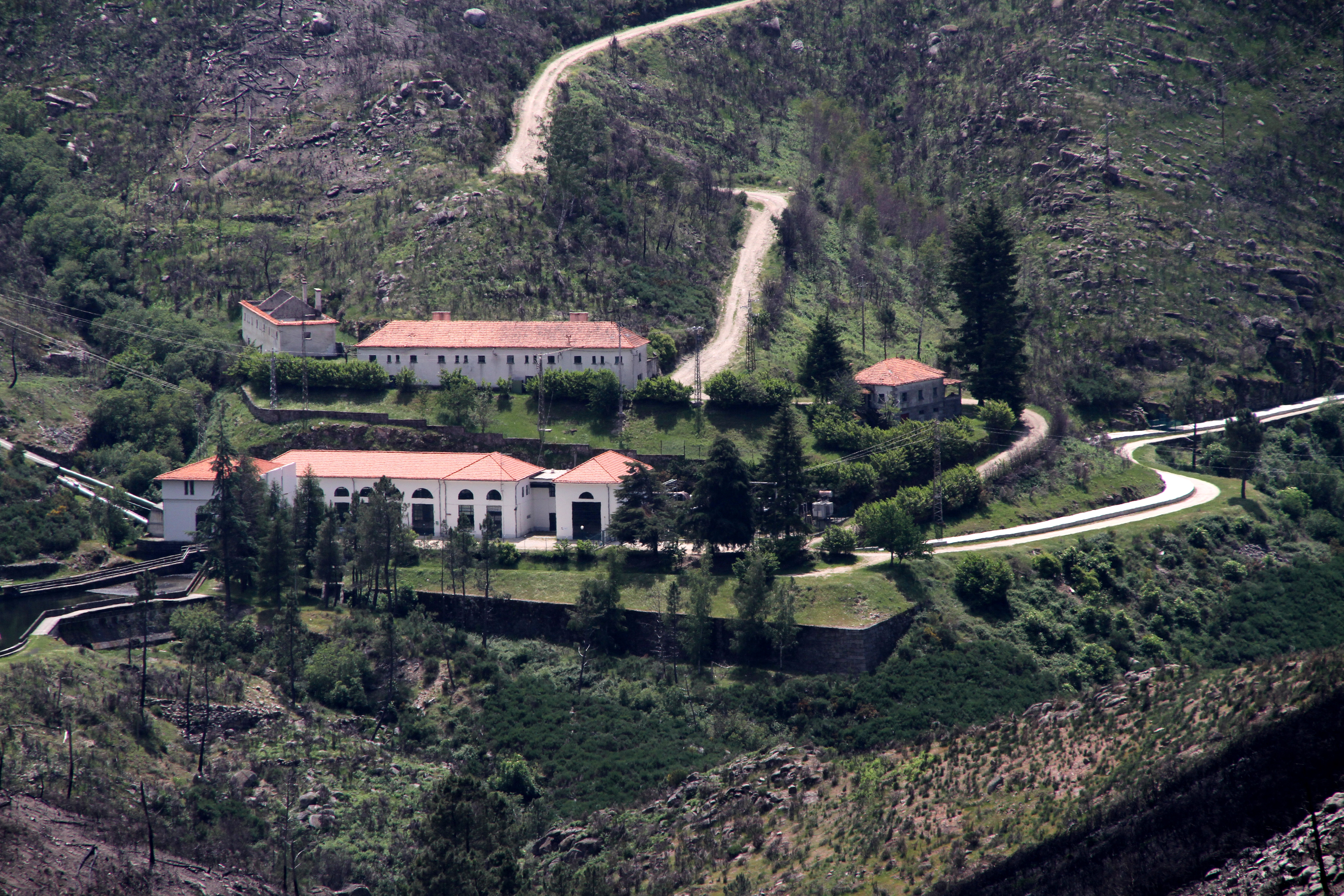